# Понтиния
Понтѝния (на италиански: Pontinia) е град и община в Централна Италия, провинция Латина, регион Лацио. Разположен е на 7 m надморска височина. Населението на общината е 14 209 души (към 2010 г.).